# 希薄
| ウィキペディアには「希薄」という見出しの百科事典記事はありません（タイトルに「希薄」を含むページの一覧/「希薄」で始まるページの一覧）。 代わりにウィクショナリーのページ「希薄」が役に立つかもしれません。 |